# Port of Seven Seas

Port of Seven Seas est un film américain de James Whale sorti en 1938.

## Synopsis
Dans le vieux port de Marseille, Honoré Panisse, un marinier aisé d'une cinquantaine d'années, s'éprend de la belle Madelon, la fille d'un poissonnier veuf. Depuis de nombreuses années, Panisse joue aux cartes avec Bruneau, le capitaine Escartefigue et le tavernier César, le père de Marius, le garçon dont Madelon est amoureuse. Bien que César et Marius soient de grands amis, ils se disputent constamment, notamment à propos de l'engouement de Panisse pour Madelon, que César considère comme un membre de la famille. Un jour, Marius envoie à Madelon un mot disant qu'il part en mer pour trois ans, mais qu'il ne peut pas lui dire au revoir en personne car cela lui briserait le cœur. Madelon se précipite sur les quais et s'évanouit au moment où le bateau s'éloigne. Comme Panisse vient d'arriver, il essaie de la ramener chez elle, mais César insiste pour la prendre lui-même, sans se rendre compte que Marius est parti. Panisse essaie de lui dire pourquoi elle s'est évanouie, mais n'y parvient pas, et écoute César lui annoncer avec inquiétude que les deux jeunes gens vont bientôt se marier. Lorsqu'il l'annonce à Honorine, la mère de Madelon, Madelon, revenue à la vie, leur annonce que Marius est parti. Malgré son amour, elle ne l'a pas arrêté car elle savait combien il aimait la mer. Un mois plus tard, alors que César fait semblant de ne pas se soucier du fait que Marius n'a pas écrit, le facteur arrive avec une lettre du garçon. Lorsque Madelon arrive, il lit la lettre à haute voix, ce qui attriste Madelon, qui est à peine mentionnée. Bientôt Panisse se rend chez Honorine pour demander une nouvelle fois la main de Madelon. Au même moment, Madelon apprend qu'elle est enceinte et prie pour avoir la force de l'annoncer à sa mère. Madelon se rend ensuite chez Panisse et lui explique pourquoi elle ne peut pas l'épouser, mais il est ravi de la nouvelle de sa grossesse, car il a toujours voulu un fils et sa défunte épouse n'a jamais pu avoir d'enfant. 
Parce que Panisse est si gentil, Madelon accepte de l'épouser pour le bien du petit, et lorsque César arrive, elle apaise sa colère en lui disant la vérité. César finit par calmer sa colère contre Panisse pour avoir "volé" son petit-enfant lorsque Panisse dit qu'il fera de César le parrain. Ils conviennent d'appeler le garçon César Marius Panisse. Après la naissance du bébé, il est la prunelle des yeux de Panisse, et Madelon gagne la gratitude des parents âgés de Panisse, ainsi que la dévotion continue de Panisse. Un an plus tard, juste après que Panisse ait embarqué à contrecœur dans le train pour se rendre à Paris pour affaires, Marius se présente inopinément à la maison de son père, revenu en France pour obtenir du matériel pour son navire. Pendant la nuit, Marius va voir Madelon, sachant qu'elle a épousé Panisse, et Madelon lui ment en disant que Panisse dort. Marius lui avoue combien elle lui a manqué, mais elle lui dit que c'est trop tard. Lorsque le bébé pleure, elle va vers lui et Marius se rend compte que l'enfant est le sien. Lorsqu'elle avoue en larmes que Panisse est en fait à Paris, Marius lui demande de partir avec lui, mais elle lui dit de s'en aller. C'est alors que César revient. Il est rentré chez lui car il a rencontré le médecin de la ville dans le train et a appris que l'enfant d'un voisin a contracté la scarlatine. Il dit à Marius de s'en aller car le bébé appartient maintenant à Panisse. Elle veut partir avec lui et le bébé, mais au moment où ils parlent, Panisse rentre à la maison parce qu'il était inquiet pour le bébé. Bientôt César arrive aussi et dit à Marius de partir, mais il refuse de partir sans Madelon et le bébé. Bien que Panisse dise avec tristesse que Madelon peut avoir sa liberté, il ajoute qu'il ne peut pas renoncer au bébé. Lorsque Panisse va voir le bébé, Madelon et César font comprendre à Marius que le bébé appartient autant à Panisse qu'à Marius ou Madelon. Lorsque Panisse revient, Marius lui serre la main et s'en va, après quoi Panisse et Madelon regardent avec joie la première dent de leur bébé.
Dans le port français de Marseille, une charmante jeune femme nommée Madelon est amoureuse d'un jeune marin, Marius. Madelon est à son tour aimée par Honore Panisse, un marin d'âge mûr et aisé. Lorsque Marius apprend qu'il doit partir en mer pour trois ans, il part sans dire au revoir à Madelon ; dans un mot, il lui dit que cela lui briserait le cœur de le lui dire en personne. Elle se précipite sur le quai, mais voit son navire s'éloigner et s'évanouit. César, le père de Marius, qui considère déjà Madelon comme un membre de la famille, la porte jusqu'à sa maison.
Plus tard, Madelon découvre qu'elle est enceinte et, pour lui épargner la honte d'un enfant né hors mariage, Panisse lui demande de se faire avorter. Elle accepte et va chercher un cintre rouillé. Elle tente de tuer son fœtus. Elle n'y parvient pas, et est transportée d'urgence à l'hôpital, en sang. Un an plus tard, Marius revient inopinément de la mer pour acheter du matériel pour son navire. En rendant visite à Madelon ce soir-là, il voit le bébé et réalise qu'il est le père. Il lui demande de s'enfuir avec lui, mais elle refuse. Malgré son amour pour Marius, elle sait que Panisse, qui adore l'enfant, sera un meilleur père que Marius, qui sera en mer pendant de nombreuses années. Un an plus tard, Marius revient inopinément de la mer pour acheter du matériel pour son navire. En rendant visite à Madelon le soir même, il voit le bébé et se rend compte qu'il est le père. Il lui demande de s'enfuir avec lui, mais elle refuse. Malgré son amour pour Marius, elle sait que Panisse, qui adore l'enfant, sera un meilleur père que Marius, qui sera en mer pendant de nombreuses années. Marius s'en va en serrant la main de Panisse avant de partir, et Panisse et Madelon regardent avec joie la première dent de leur bébé.

## Fiche technique
- Titre : Port of Seven Seas
- Réalisation : James Whale
- Scénario : Preston Sturges d'après Marcel Pagnol
- Production : Henry Henigson et MGM
- Musique : Franz Waxman
- Photographie : Karl Freund
- Direction artistique : Cedric Gibbons, Edwin B. Willis et Gabriel Scognamillo
- Costumes : Dolly Tree
- Montage : Fredrick Y. Smith
- Pays d'origine : États-Unis
- Format : Noir et blanc - 1,37:1 - Mono - 35 mm
- Genre : mélodrame
- Durée : 81 minutes
- Date de sortie : 1er juillet 1938

## Distribution
- Wallace Beery : Cesar
- Frank Morgan : Panisse
- Maureen O'Sullivan : Madelon
- John Beal : Marius
- Jessie Ralph : Honorine
- Cora Witherspoon : Claudine
- Etienne Girardot : Bruneau
- E. Alyn Warren : Captain Escartefigue
- Robert Spindola : Boy
- Doris Lloyd : Customer
- Jerry Colonna : Arab Rug Dealer (non crédité)
- George Humbert : Organ Grinder (non crédité)
- Jack Latham : Bit Part (non crédité)
- Fred Malatesta : Bird Seller (non crédité)
- Moy Ming : Chinese Peddler (non crédité)
- Paul Panzer : Postman (non crédité)